# Jerzy Pieniążek
Jerzy Pieniążek (ur. 16 sierpnia 1957 w Nowogrodźcu) – polski polityk, senator IV i V kadencji.

## Życiorys
Szkołę podstawową ukończył w Gromadce koło Bolesławca Śląskiego, następnie uczęszczał do Liceum Ogólnokształcącego w Bolesławcu (ukończył w 1976). W 1980 uzyskał tytuł zawodowy magistra administracji na Wydziale Prawa i Administracji Uniwersytetu Wrocławskiego. Po studiach był etatowym pracownikiem Związku Socjalistycznej Młodzieży Polskiej, w latach 1981–1982 odbył służbę wojskową. Osiedlił się następnie w miejscowości Waszkowskie koło Sieradza, później w Rudunku w gminie Burzenin, gdzie prowadzi gospodarstwo rolne (15 hektarów). Pracował w sieradzkim Komitecie Wojewódzkim PZPR, biurze Wojewódzkiej Rady Narodowej, sekretariacie wojewódzkiego zespołu poselskiego, a także w Urzędzie Wojewódzkim w Sieradzu.
Od 1989 pracował w spółce „Izolacja” w Zduńskiej Woli, następnie kierował spółkami prawa handlowego działającymi w branży budowlanej. W latach 1994–1997 pełnił funkcję wicewojewody sieradzkiego. Był członkiem PZPR, następnie SdRP. W 1999 przystąpił do Sojuszu Lewicy Demokratycznej, wchodził w skład władz regionalnych i krajowych partii. Z członkostwa w tej partii zrezygnował w listopadzie 2004. Współtworzył następnie Ruch Odrodzenia Gospodarczego im. Edwarda Gierka.
W latach 1997–2005 przez dwie kadencje zasiadał w Senacie. W 1997 został wybrany z województwa sieradzkiego, w IV kadencji pełnił funkcję sekretarza Senatu, pracował w Komisji Rolnictwa i Rozwoju Wsi, Ochrony Środowiska oraz Komisji Spraw Emigracji i Polaków za Granicą, przewodniczył Polsko-Chorwackiej Grupie Parlamentarnej. W 2001 uzyskał mandat z okręgu sieradzkiego, w V kadencji był przewodniczącym Komisji Rolnictwa i Rozwoju Wsi i członkiem Komisji Ochrony Środowiska. W 2005 bez powodzenia ubiegał się o reelekcję z własnego komitetu. Od maja do lipca 2004 sprawował mandat europosła V kadencji w ramach delegacji krajowej.
W 1997 otrzymał Złoty Krzyż Zasługi.

## Życie prywatne
Żonaty (żona Magdalena), ma dwie córki (Martynę i Katarzynę).